# Fotballklubben Lyn Oslo 2004
Questa voce raccoglie le informazioni riguardanti il Fotballklubben Lyn Oslo nelle competizioni ufficiali della stagione 2004.

## Rosa
| N. |                          | Ruolo | Calciatore              |
| -- | ------------------------ | ----- | ----------------------- |
| 1  | Portogallo (bandiera)    | P     | Nuno Marques            |
| 2  | Norvegia (bandiera)      | D     | Mounir Hamoud           |
| 3  | Svezia (bandiera)        | D     | Henrik Dahl             |
| 4  | Norvegia (bandiera)      | D     | Kristian Flittie Onstad |
| 5  | Danimarca (bandiera)     | D     | Steven Lustü            |
| 6  | Norvegia (bandiera)      | D     | Ole Bjørn Sundgot       |
| 7  | Norvegia (bandiera)      | C     | Tomasz Sokolowski       |
| 8  | Svezia (bandiera)        | C     | Colo Halit              |
| 9  | Corea del Sud (bandiera) | C     | Cha Ji-Ho               |
| 10 | Norvegia (bandiera)      | A     | Jan-Derek Sørensen      |
| 11 | Norvegia (bandiera)      | C     | Jonny Hanssen           |
| 14 | Svezia (bandiera)        | C     | Thomas Lagerlöf         |
| 15 | Norvegia (bandiera)      | C     | Øyvind Leonhardsen      |
| 17 | Norvegia (bandiera)      | C     | Christoffer Dahl        |

| N. |                     | Ruolo | Calciatore            |
| -- | ------------------- | ----- | --------------------- |
| 18 | Norvegia (bandiera) | A     | Bjarne Ingebretsen    |
| 18 | Norvegia (bandiera) | A     | Espen Røiseland       |
| 19 | Norvegia (bandiera) | D     | Yngvar Håkonsen       |
| 20 | Norvegia (bandiera) | A     | Andreas Moen          |
| 21 | Brasile (bandiera)  | C     | Edmilson              |
| 21 | Norvegia (bandiera) | A     | Jo Tessem             |
| 22 | Norvegia (bandiera) | D     | Tommy Berntsen        |
| 23 | Norvegia (bandiera) | D     | Lars-Kristian Eriksen |
| 25 | Svezia (bandiera)   | A     | Peter Markstedt       |
| 26 | Oman (bandiera)     | P     | Ali Al-Habsi          |
| 28 | Norvegia (bandiera) | P     | Espen Granli          |
| 66 | Norvegia (bandiera) | A     | Leif Gunnar Smerud    |
| –– | Norvegia (bandiera) | D     | Kevin Larsen          |
| –– | Norvegia (bandiera) | C     | Christian Aas         |

## Risultati

### Campionato

#### Girone di andata
| Arbitro: | Alseth (Stjørdal) |

|                         |           |  |
| Rudi 16’ Andreasson 87’ | Marcatori |  |

| Arbitro: | Berntsen (Vang) |

|          |           |          |
| Dahl 75’ | Marcatori | 63’ Hovi |

| Skien 25 aprile 2004, ore 18:00 CEST 3ª giornata | Odd Grenland     | 0 – 0 referto | Lyn Oslo | Odd Stadion (5.320 spett.)\| Arbitro: \| Alapnes (Tromsø) \| |
| Arbitro:                                         | Alapnes (Tromsø) |               |          |                                                              |

| Arbitro: | Alseth (Stjørdal) |

|                           |           |  |
| Sørensen 7’ Markstedt 19’ | Marcatori |  |

| Arbitro: | Moen (Haugesund) |

|          |           |  |
| Haug 35’ | Marcatori |  |

| Arbitro: | Øvrebø (Oslo) |

|                                    |           |  |
| Markstedt 32’ Markstedt 81’ (rig.) | Marcatori |  |

| Bodø 20 maggio 2004, ore 18:00 CEST 7ª giornata | Bodø/Glimt     | 0 – 0 referto | Lyn Oslo | Aspmyra Stadion (4.408 spett.)\| Arbitro: \| Hauge (Bergen) \| |
| Arbitro:                                        | Hauge (Bergen) |               |          |                                                                |

| Arbitro: | Staberg |

|                           |           |                   |
| Markstedt 54’ Sundgot 88’ | Marcatori | 1’ M. G. Pedersen |

| Arbitro: | Krokdal |

|              |           |                      |
| Lagerlöf 27’ | Marcatori | 29’ Ystaas 42’ Walde |

| Arbitro: | Hauge (Bergen) |

|                          |           |                                                           |
| Ringberg 5’ Ringberg 36’ | Marcatori | 25’ Lustü 71’ Berntsen 73’ Leonhardsen 85’ (rig.) Hanssen |

| Arbitro: | Skjervold (Skatval) |

|                           |           |  |
| Tessem 66’ Sokolowski 86’ | Marcatori |  |

| Arbitro: | Hauge (Bergen) |

|               |           |            |
| Einarsson 60’ | Marcatori | 37’ Tessem |

| Arbitro: | Sælen (Bergen) |

|  |           |                          |
|  | Marcatori | 26’ Brattbakk 43’ Strand |

#### Girone di ritorno
| Arbitro: | Moen (Haugesund) |

|              |           |                          |
| Sørensen 64’ | Marcatori | 39’ Ljung 66’ Andreasson |

| Arbitro: | Øvrebø (Oslo) |

|                       |           |                             |
| dos Santos 39’ (rig.) | Marcatori | 53’ Markstedt 89’ Markstedt |

| Arbitro: | Krokdal |

|                           |           |                     |
| Sørensen 77’ Sørensen 89’ | Marcatori | 23’ Occean 68’ Dale |

| Arbitro: | Alseth (Stjørdal) |

|              |           |              |
| Ødegaard 45’ | Marcatori | 40’ Sørensen |

| Arbitro: | Sælen (Bergen) |

|              |           |            |
| Sørensen 85’ | Marcatori | 88’ Dokken |

| Arbitro: | Sandmoen |

|  |           |              |
|  | Marcatori | 74’ Sørensen |

| Arbitro: | Borgersen (Oslo) |

|              |           |  |
| Håkonsen 66’ | Marcatori |  |

| Arbitro: | Ditlefsen |

|  |           |            |
|  | Marcatori | 53’ Hamoud |

| Arbitro: | Olsen (Kristiansand) |

|                                                                       |           |                |
| Sæternes 31’ Sæternes 35’ Kvisvik 40’ (rig.) Winters 49’ Sæternes 75’ | Marcatori | 13’ Sokolowski |

| Arbitro: | Skjerven (Kaupanger) |

|                           |           |                        |
| Håkonsen 25’ Sørensen 71’ | Marcatori | 1’ Ringberg 90’ Brenne |

| Stavanger 17 ottobre 2004, ore 18:00 CEST 24ª giornata | Viking         | 0 – 0 referto | Lyn Oslo | Viking Stadion (12.508 spett.)\| Arbitro: \| Hauge (Bergen) \| |
| Arbitro:                                               | Hauge (Bergen) |               |          |                                                                |

| Arbitro: | Ditlefsen |

|                   |           |              |
| Smerud 62’ (rig.) | Marcatori | 27’ Andresen |

| Arbitro: | Hauge (Bergen) |

|                                                 |           |              |
| Braaten 58’ Johnsen 61’ Johnsen 70’ Johnsen 89’ | Marcatori | 63’ Sørensen |

### Coppa di Norvegia
| Arbitro: | Schjetne |

|                         |           |                                                                                         |
| Kristoffersen 7’ (rig.) | Marcatori | 3’ Hanssen 9’ Sundgot 13’ Håkonsen 29’ Håkonsen 39’ Sundgot 43’ Hanssen 47’ (rig.) Dahl |

| Arbitro: | Ølmheim (Bergen) |

|          |           |                        |
| Berg 35’ | Marcatori | 22’ Hamoud 77’ Sundgot |

| Arbitro: | Sandmoen |

|                                                    |           |                              |
| Sundgot 22’ Leonhardsen 23’ Kristiansen 45’ (aut.) | Marcatori | 17’ (rig.) Debesay 68’ Sande |

| Arbitro: | Alseth (Stjørdal) |

|  |           |                                                                |
|  | Marcatori | 13’ Berntsen 33’ Sørensen 35’ Berntsen 75’ Berntsen 85’ Hamoud |

| Arbitro: | Ditlefsen |

|                                   |           |             |
| Sørensen 2’ Dahl 49’ Sørensen 84’ | Marcatori | 60’ Frigård |

| Arbitro: | Hauge (Bergen) |

|              |           |  |
| Sørensen 45’ | Marcatori |  |

| Arbitro: | Berntsen (Vang) |

|                                                  |           |               |
| Sæternes 4’ Winters 9’ Sæternes 13’ Sæternes 34’ | Marcatori | 11’ Markstedt |